# Jozef Žabka
Jozef Žabka (* 28. Januar 1975) ist ein ehemaliger slowakischer Radrennfahrer.
Jozef Žabka nahm 2004 an den Olympischen Sommerspielen in Athen teil. Im Zweier-Mannschaftsfahren belegte er mit seinem Landsmann Martin Liška den 15. Rang. Beim Bahnrad-Weltcup in Moskau belegte Žabka 2006 den fünften Rang beim Punktefahren.

## Teams
- 2005–2006 Dukla Trencin
- 2009 Dukla Trenčín Merida